# Romagny Fontenay
Romagny Fontenay is een gemeente in het Franse departement Manche (regio Normandië). De plaats maakt deel uit van het arrondissement Avranches. Romagny Fontenay is op 1 januari 2016 ontstaan door de fusie van de gemeenten Fontenay en Romagny. De gemeente telde 1.247 inwoners op 1 januari 2022.

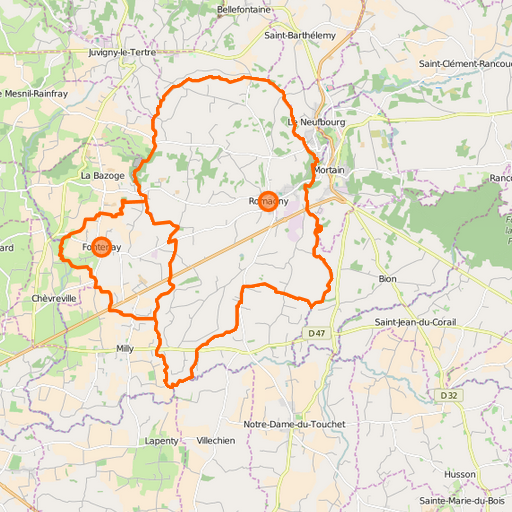
kaart fusie en omgeving

## Geografie
De oppervlakte van Romagny Fontenay bedroeg op 1 januari 2022 36,31 vierkante kilometer; de bevolkingsdichtheid was toen 34,3 inwoners per km².

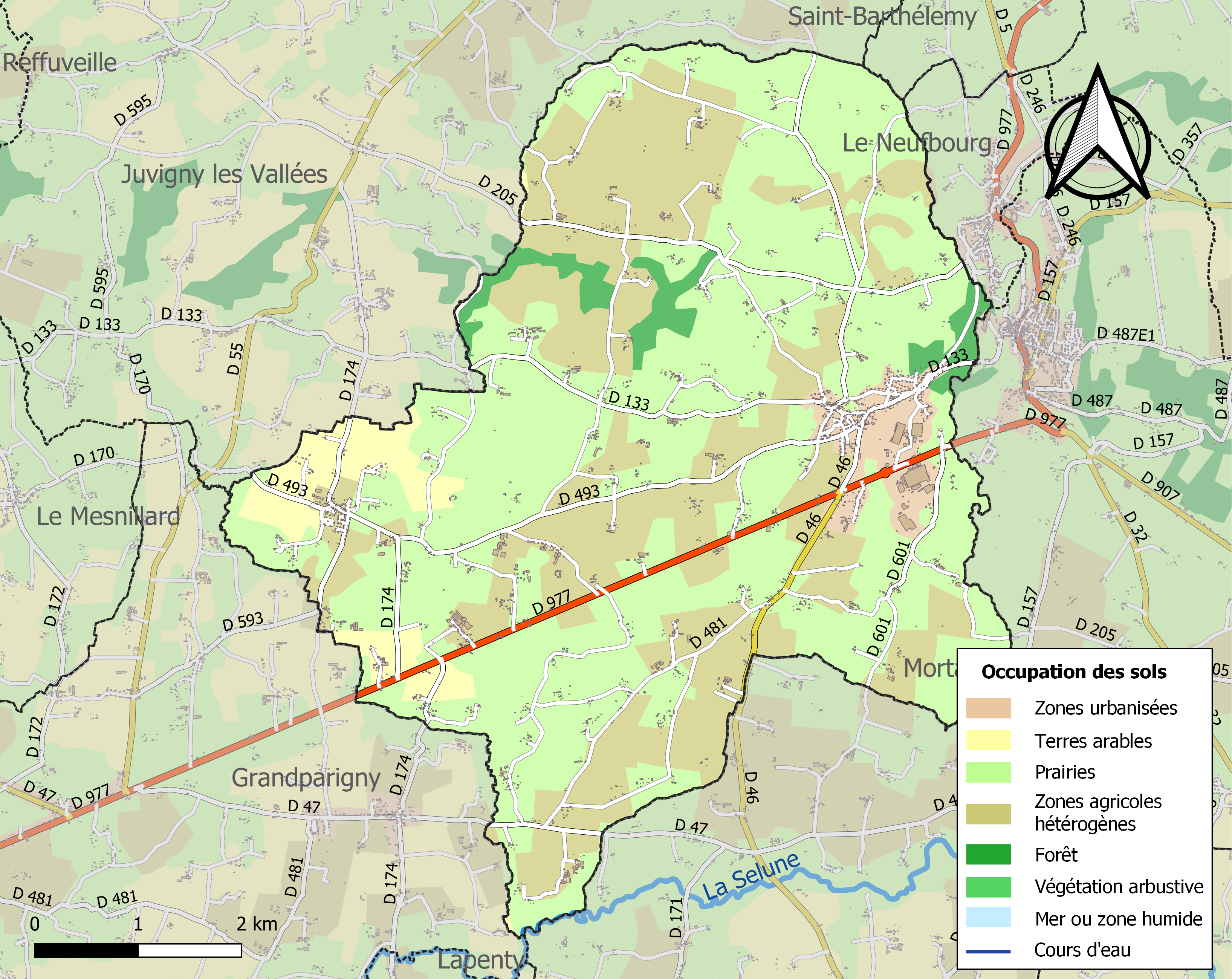
Kaart van de gemeente met de belangrijkste infrastructuur, bodemgebruik en omliggende gemeenten